# Mal vu mal dit
Mal vu mal dit est un récit en français de Samuel Beckett publié en 1981 aux éditions de Minuit. Il relève de sa dernière période, marquée par des œuvres minimales, courtes et denses.

## Introduction à la lecture
La femme aimée est morte. Elle est revue, âgée, dans sa maison en pleine campagne, et dans ses rares déplacements au dehors.
Mal vu mal dit n'est pas un simple récit. C'est l'histoire d'une scène imaginaire régulièrement visitée, hantée, scrutée jusqu'à ce qu'il ne s'y passe plus rien, jusqu'à ce que la vision s'épuise.
Le temps ne compte pas, et il compte quand même, sur un autre mode. C'est le temps du rêve.
On peut se demander si cette écriture n'est pas le moyen de faire le deuil de cette femme aimée. En fait, rien ne permet de l'affirmer. Cette écriture semble répondre à un impératif, une nécessité loin de tout calcul thérapeutique. On n'écrit pas pour aller mieux, mais parce qu'il n'y a rien d'autre à faire.

### Le principe d'écriture
Mal vu mal dit est basé sur le principe d'écriture suivant.
Une chose bouleversante m'est arrivée. Pour parvenir à retrouver le nord, une première scène évidente est imaginée, une scène initiale où tout va se jouer. Et puis chaque jour, tous les soirs, régulièrement en tous cas, je laisse revenir cette scène, je me laisse hanter par elle pour voir ce qui s'y modifie, ce qui arrive, ce qui se passe, si les choses deviennent plus précises ou plus embrouillées.
En résumé, ce principe serait : Donner libre cours à l'imagination à partir d'une première scène qui s'impose, à laquelle on reviendra toujours jusqu'à en avoir assez.
Attention, ce principe d'écriture n'est pas un simple exercice. Il repose sur un événement bouleversant qui arrive, et sur une vision qui s'impose à la suite.
Début de Mal vu mal dit :
De sa couche elle voit se lever Vénus. Encore. De sa couche par temps clair elle voit se lever Vénus suivie du soleil. Elle en veut alors au principe de toute vie. Encore. Le soir par temps clair elle jouit de sa revanche. A Vénus. Devant l'autre fenêtre.

### Deux niveaux d'écriture
En même temps que ce qui est vu se laisse écrire, on sent par des remarques insérées comment ça a été vu, et comment ça s'écrit au fur et à mesure. Il y a donc deux niveaux de texte, qui se distinguent assez bien :
1. à la première scène initiale s'ajoutent de nouveaux éléments, des lieux voisins, des découvertes, des déplacements, des variations ;
2. Au milieu de cette vision s'intercalent des remarques, des questions, des réponses, des explications ;
3. et parfois même des interjections, quand la vision surprend, déçoit, exaspère, quand il faut se donner un peu de courage pour continuer à la regarder, ou quand on ne peut se retenir d'y revenir : "Encore."

Extrait :
Passée panique la suite. Les mains. Vue plongeante. Elles reposent sur le bas-ventre emboîtées l'une dans l'autre.
On distingue très bien la vision elle-même (ici en gras) des remarques incidentes de celui qui voit, appelé dans le texte "l'œil", ou "le scruteur".

### La syntaxe
Une fois les deux niveaux de texte admis, la lecture est simple. Le texte est très précis, presque télégraphique. Il n'y a pas de ponctuation sauf les points. Cela oblige à des phrases courtes et un ordre des mots rigoureux pour qu'il n'y ait pas de contresens. Et si jamais il y a ambiguïté, elle est délibérée.

### L'humour
Le texte a un humour qu'il faut savoir apprécier. Il comporte beaucoup de mots d'esprit, des détournements d'expressions courantes, des jeux avec la langue qui sont à la fois drôles et suscitent des questions graves. Par exemple : Avoir cela sur l'imagination au lieu de Avoir cela sur la conscience. Ou encore : Le réel et - comment mal dire son contraire ? - le contrepoison. On attend que le contraire du réel soit nommé (rêve, fiction), et c'est le réel qui est ironiquement qualifié de poison. Ou encore : Ombre d'un ancien sourire souri enfin une fois pour toutes. Le tragique est retourné en comique. Elle ne sourit plus, mais elle est marquée à jamais par un sourire passé, comme s'il se répétait continuellement.